# Battaglia di Amiens (1870)
La battaglia di Amiens o di Villers-Bretonneux fu combattuta nel contesto della guerra franco-prussiana, a poca distanza dalla città di Amiens, tra le forze della prima armata prussiana di Edwin von Manteuffel e truppe dell'armata del Nord guidate dal generale Jean Joseph Farre. La battaglia fu vinta dai prussiani, i quali si garantirono il possesso della città di Amiens.
La caduta di La Fare il 27 novembre aprì crepe ancora più evidenti nelle difese francesi e rese più agevole l'avanzata di Manteuffel verso ovest, proseguita dopo la vittoria dello scontro con l'occupazione di Rouen il 5 dicembre.

## Svolgimento
Al fine di non cedere la città senza colpo ferire, il generale Farre decise di schierare la sua modesta armata del Nord, ancora in formazione e composta da sole 3 brigate, per contrapporla ai prussiani. Il 26 a sera, Farre completò la concentrazione di truppe lungo una linea da Amiens a Villers-Bretonneux, sulla riva sinistra della Somme. L'ala sinistra, formata dalla 3ª Brigata (colonnello du Bessol), mantenne la maggior parte delle sue forze a Villers-Bretonneux, con distaccamenti a Gentelles e Cachy. Al centro rimaneva la 2ª Brigata del generale Derroja, mentre la 1ª Brigata (generale Lecointe), originariamente intenzionata a difendere le trincee a sud di Amiens, fu distribuita a supporto del colonnello Bessol.
A sostegno della piccola forza furono inviati 8 000 uomini della guarnigione di Amiens, al comando del generale Paulze d'Ivoy. Manteuffel riuscì a raccogliere circa 40 000 uomini del suo esercito. Egli pianificò un attacco per il 27 mattina.
Inizialmente i tedeschi riuscirono ad occupare i villaggi di Boves, Gentelles e Cachy. Cachy e Gentelles furono riprese grazie al contrattacco lanciato da Lecointe. A sud di Amiens la seconda brigata venne respinta verso le fortificazioni della città, mentre i centri di Drury e San Fuscien furono occupati senza resistenza da parte dei prussiani. A Boves il colonnello Pittie condusse un contrattacco su Saint Fuscien, ma fu ricondotto a Boves dove resistette agli attacchi, prima di ritirarsi a Longueau.
La maggior parte delle azioni si stava svolgendo però a Villers-Bretonneux, dove le forze prussiane avevano attaccato le posizioni trincerate francesi. I combattimenti si intensificarono a Villers et Cachy, quando due colonne prussiane forzarono l'estrema destra dello schieramento francese. Dopo un primo efficace contrattacco francese, un nuovo assalto prussiano determinò la perdita delle posizioni di Villers-Bretonneux.
La linea della battaglia apparve ormai indifendibile e nel pomeriggio il generale Farre decise la ritirata. Il bollettino di guerra fu il seguente: circa 1 383 soldati francesi rimasero uccisi o feriti, migliaia furono i dispersi; da parte loro, i prussiani persero 1 216 soldati e 76 ufficiali.